# Dendrocnide cordata
Dendrocnide cordata är en nässelväxtart som först beskrevs av Otto Warburg och H. Winkl., och fick sitt nu gällande namn av Chew. Dendrocnide cordata ingår i släktet Dendrocnide och familjen nässelväxter. Inga underarter finns listade i Catalogue of Life.